# خط لوله گاز التای
خط لولهٔ گاز آلتای (انگلیسی: Altai gas pipeline) خط لولهٔ انتقال گاز طبیعی به طول ۲٬۸۰۰ کیلومتر است، که گاز تولید شده در مناطق اورنگوی، سورگوت و چلیابینسک، در کشور روسیه را به شهر سین‌کیانگ، در کشور چین منتقل می‌نماید. ظرفیت انتقال گاز طبیعی این خط لوله روزانه معادل ۸۰ میلیون متر مکعب می‌باشد.